# Degré saprobie

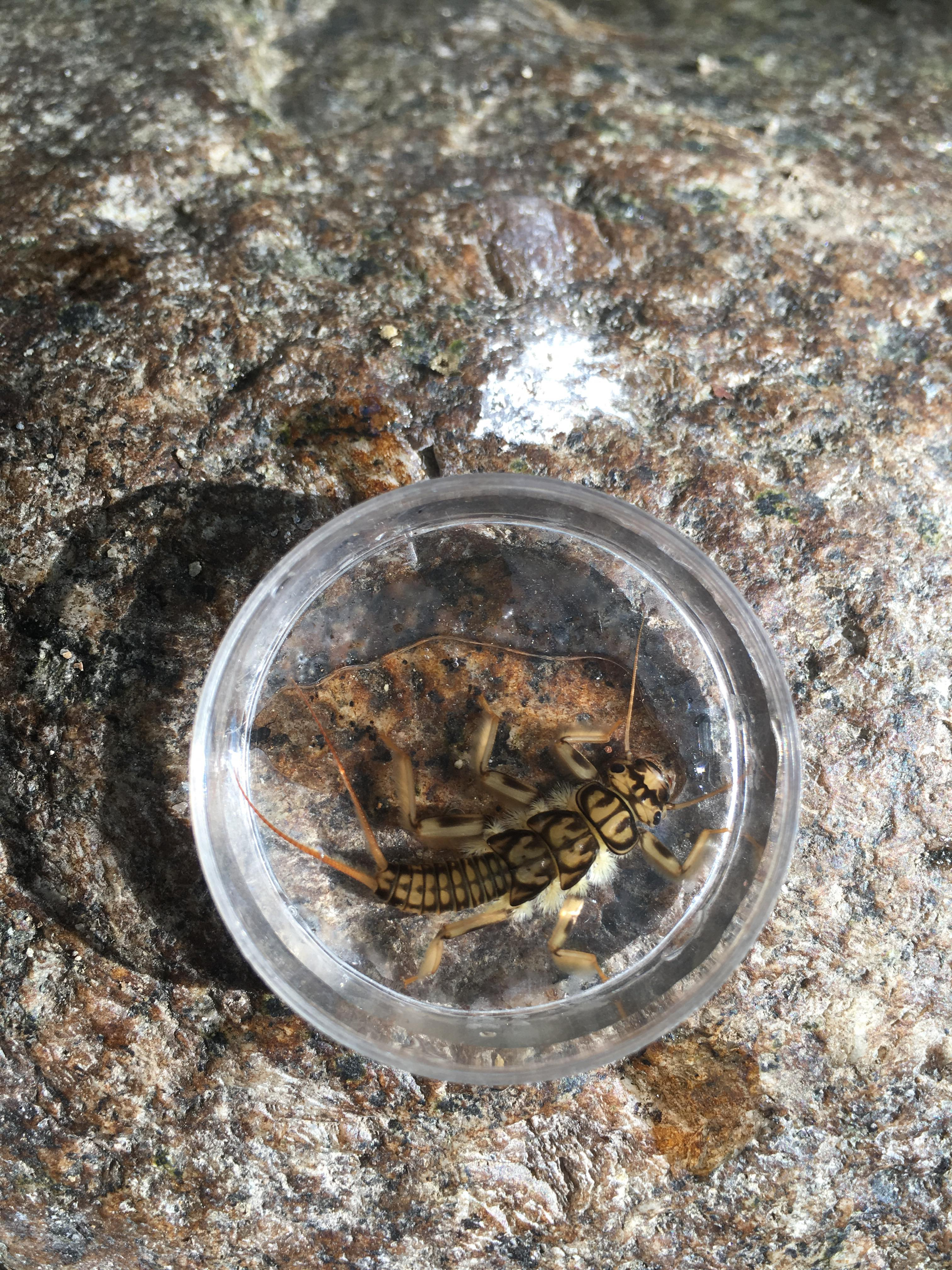
La larve aquatique de ' présente deux cerques et respire par des trachéobranchies coxales. Vivant au fond de l'eau, sous des débris ou une pierre, les larves des perles sont considérées comme les meilleurs bioindicateurs des pollutions organiques aquatiques.

Le degré de saprobie (DS) d'un cours d'eau est calculé d'abord pour un taxon d'animal : on multiple son indice d'abondance par celui de saprobie. Ensuite, la somme de ces valeurs par taxon est divisée par la somme des indices d'abondance.
DS= somme des valeurs par taxon/ somme des indices d'abondance
Cette mesure d'indice biotique de bioévaluation environnementale permet de caractériser la charge en matières organiques des eaux et est utilisée dans le calcul de l'Indice biologique global normalisé. La distribution d'espèces d'invertébrés selon le degré de polluo-sensibilité (ou de polluo-résistance) des taxons identifiés et leur fréquence dans des fleuves, rivières et leurs affluents par rapport à la pollution organique de l'eau (recensement des espèces caractérisées par leur valeur « saprobiale » pour un type de perturbation donné), permet le classement en zones :
- xénosaprobe : présence d'espèces xénosaprobes, pas du tout polluo-résistantes (très sensibles à la pollution) ;
- oligosaprobe : présence d'espèces oligosaprobes, faiblement polluo-résistantes (assez sensibles à la pollution) ;
- β mésosaprobe : présence d'espèces bêta mésosaprobes, relativement polluo-résistantes ;
- α-mésosaprobe : présence d'espèces alpha mésosaprobes, polluo-résistantes ;
- polysaprobe : présence d'espèces très polluo-résistantes.

Par exemple, en aval des cours d'eau, dans la zone où le pouvoir autoépurateur du milieu a pu rétablir des conditions comparables à celles qui régnaient en amont du point d'émission du polluant, se développe une faune d'eaux propres caractérisée par la présence de taxons polluo-sensibles (larves d'insectes inféodés aux biotopes normalement oxygénés : larve de Perlides, de Phryganes, d'Éphémères et un peuplement piscicole normal). Leur polluo-sensibilité est un outil pour la biosurveillance de l'environnement et le suivi de la qualité des eaux.

## Galerie

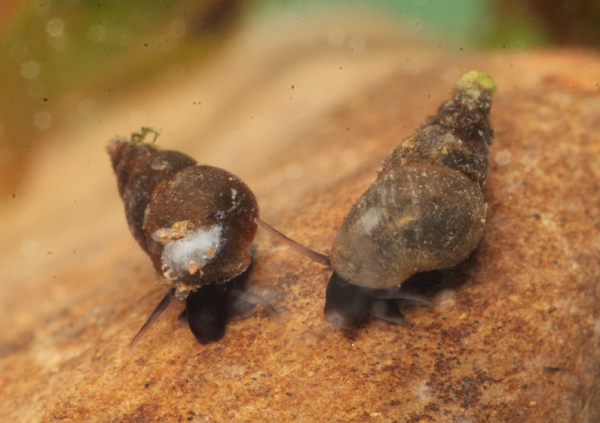
L'Hydrobie des antipodes est une espèce mésosaprobe à polysaprobe, inféodée aux eaux lentes et aux substrats fins.
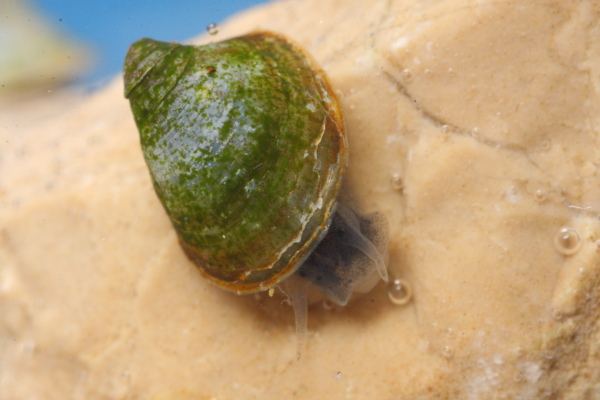
L'ancyle est une espèce xénosaprobe, inféodée aux cours d'eau possédant un bon courant et assez propres.